# Vågå
Vågå —pronunciación AFI: ˈʋoːɡoː— es un municipio de la provincia de Oppland, Noruega. Es parte del distrito tradicional de Gudbrandsdal y tiene una población de 3675 habitantes según el censo de 2015. El municipio posee 1330 km² de superficie y su centro administrativo es el pueblo de Vågåmo.
La parroquia de Vaage se estableció como municipio el 1 de enero de 1838. Las áreas de Sel y Heidal fueron separadas del municipio de Vågå y se convirtieron en municipios autónomos el 1 de enero de 1908.

## Información general

### Nombre
Se han sugerido dos orígenes diferentes para el nombre Vågå:
- Puede provenir de la palabra vega, del nórdico antiguo, que significa «viaje». La localidad se encuentra sobre una antigua ruta este-oeste que se menciona en la Crónica de los reyes nórdicos.
- La forma en nórdico antiguo puede provenir de Vaga —en casos acusativo y dativo— de la palabra Vagi —nominativo—. Es probable que originalmente fuera el nombre del lago Vågåvatn, pero el significado se desconoce —quizá derive de vage, que significa «trineo», ya que la forma del lago es similar a la de un trineo—.[2]

Antes de 1918, el nombre se escribía Vaage. En 1918, se cambió a Vaagaa y en el año 1921, su escritura se cambió nuevamente por Vågå. La letra å es una vocal larga que se asemeja a la pronunciación en inglés de cold o car.

### Escudo
El escudo pertenece a tiempos modernos y se estableció el 23 de agosto de 1985. Dicho escudo muestra un reno dorado sobre un fondo rojo. Este está basado en un personaje del libro de Henrik Ibsen: Peer Gynt, quien atraviesa las montañas de Besseggen sobre un reno. Ibsen se inspiró para este libro en una historia local.  
(Véase también: escudo de Eidfjord, de Porsanger, de Rendalen, de Tromsø y de Vadsø)

## Geografía

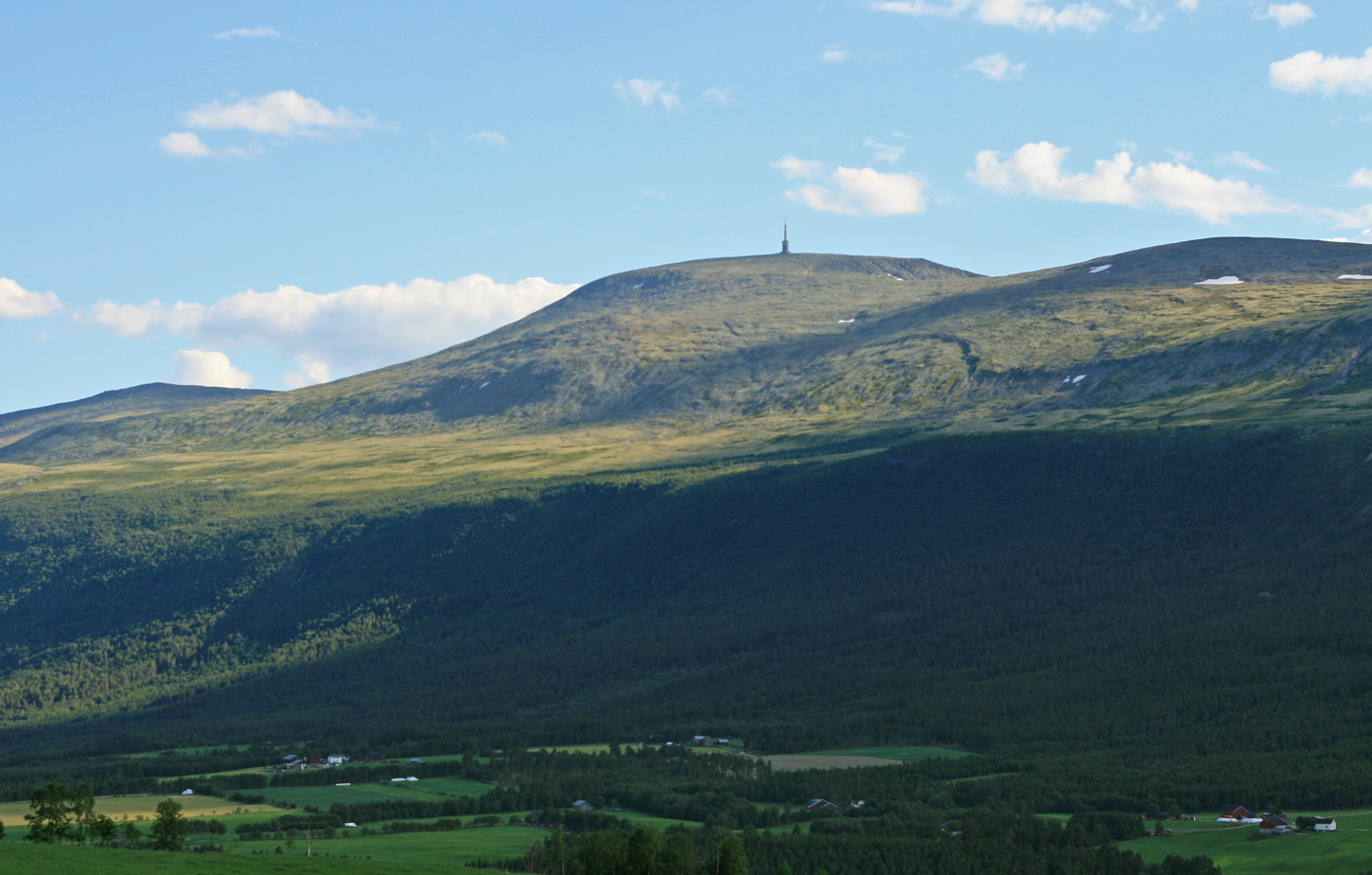
Jetta

Vågå limita al norte con el municipio de Lesja, al este con Dovre y con Sel, al sureste con Nord-Fron, al sur con Vang y con Øystre Slidre y al este con Lom.
El municipio de Vågå se encuentra en una región montañosa justo al norte del parque nacional Jotunheimen de Noruega, al oeste del parque nacional Rondane y al sur de las montañas Dovrefjell. El pico más alto es el Surtningsuen, con una altura de 2368 metros. Vågå tiene un camino hacia la cima de la montaña Jetta, que posee 1618 metros de altura y que ofrece una vista despejada del Valle de Gudbrandsdal y de los parques nacionales de los alrededores.
El río Otta comienza en el municipio de Skjåk y desemboca en el Lago Vågåvatn. En la salida de Vågåvatn por Vågåmo, el río continúa su curso a través del valle Ottadalen y, de esta forma, el municipio de Vågå se encuentra con Gudbrandsdalslågen en Otta, en el municipio de Sel. Entre los lagos de esta región se encuentra el Flatningen.
Las áreas urbanas en Vågå son los pueblos de Vågåmo y Lalm.

### Clima
Vågå se encuentra en la sombra orográfica de las montañas Jotunheimen que separan el este del oeste de Noruega. Por esta razón, la zona se caracteriza por tener un clima continental. Predominan los veranos cálidos, los inviernos fríos y el nivel de precipitaciones es bajo. De hecho, algunos años las precipitaciones no alcanzan los 300 mm.
Este clima continental seco convierte a Vågå en el lugar ideal para ser el centro nacional de ala delta y parapente de Noruega.

### Geografía física
Aunque el paisaje fue afectado históricamente por la capa de hielo que proviene desde el período cuaternario de los últimos 2,5 millones de años, la mayor parte del terreno fue afectado de forma moderada por la erosión de la capa de hielo, excepto en los valles principales. Incluso estos valles, que incluyen Sjodalen y Ottadalen, tienen un origen pre-cuaternario y fueron moldeados originalmente por erosión fluvial y no tanto glaciar. La gran cantidad de lagos en esta zona manifiesta su historia glaciar; aunque es una historia mucho más limitada que en los impresionantes fiordos del oeste de Noruga.
Esta limitada erosión glaciar también indica que Vågå tuvo una limitada erosión glaciar durante el último período glaciar. Se han encontrado varios restos de mamuts que provienen de una era anterior al último máximo glacial (UMG). Dichos restos funcionan como evidencia de la naturaleza conservadora del UMG en esta región.

## Historia
Vågå es mencionada en las Heimskringla (Las crónicas de los reyes de Noruega) de Snorri Sturluson. La antigua saga nórdica (Conversión de Dale-Gudbrand) narra que después de que el rey Olaf se quedó varias noches en Lesja, continuó su camino hacia el sur a través de las tierras altas hasta Ottadal y por la hermosa aldea que se encontraba a ambos lados del río Otta. El rey Olaf se quedó allí por cinco días y convocó a los residentes de Vågå, Lom, y Heidal a una reunión (thing). Allí se les recomendó que se convirtieran al cristianismo y que dieran a sus hijos como rehenes, o que presenciaran cómo quemaban sus viviendas. Muchos de ellos acataron sus pedidos.
La iglesia  Stavkirke de Vågå es la segunda iglesia Stavkirke más antigua del país. Se construyó alrededor de 1500 y fue dedicada originalmente a San Pedro. Se convirtió en una iglesia cruciforme en 1625. El portal tallado y las paredes de madera son originales. La pila bautismal es de la iglesia original y se puede ver también un crucifijo gótico del siglo XIII.
En 1130, Ivar Gjesling fue el primer dueño conocido de Sandbu (al norte de Vågåmo) en Vågå. El también era el lendmann del rey Magnus IV para las Opplands. El personaje de ficción creado por Sigrid Undset, Lady Ragnfrid, que era esposa de Lavrans, fue creado como Gjesling de Sandbu. Ivar Gjesling se alió con los Birchlegs (Birkebeinerne), quien designó a Sverre como su rey en Øreting en 1177. Sverre le otorgó el valle de Heidal como recompensa.
Los granjeros de Vågå participaron de un exitoso ataque a las fuerzas mercenarias escocesas que se dirigían a su territorio para unirse a las fuerzas suecas en 1612. Las leyendas de la Batalla de Kringen sigue viva hoy en día, incluida la historia de cómo la campesina Prillar-Guri guio a los escoceses hacia una emboscada al tocar el tradicional cuerno de carnero.
En 1814, Cristián Federico llamó a  Ole Paulssøn Haagenstad (1775–1866) para planificar la defensa de Gudbrandsdal en caso de que hubiera un ataque sueco.

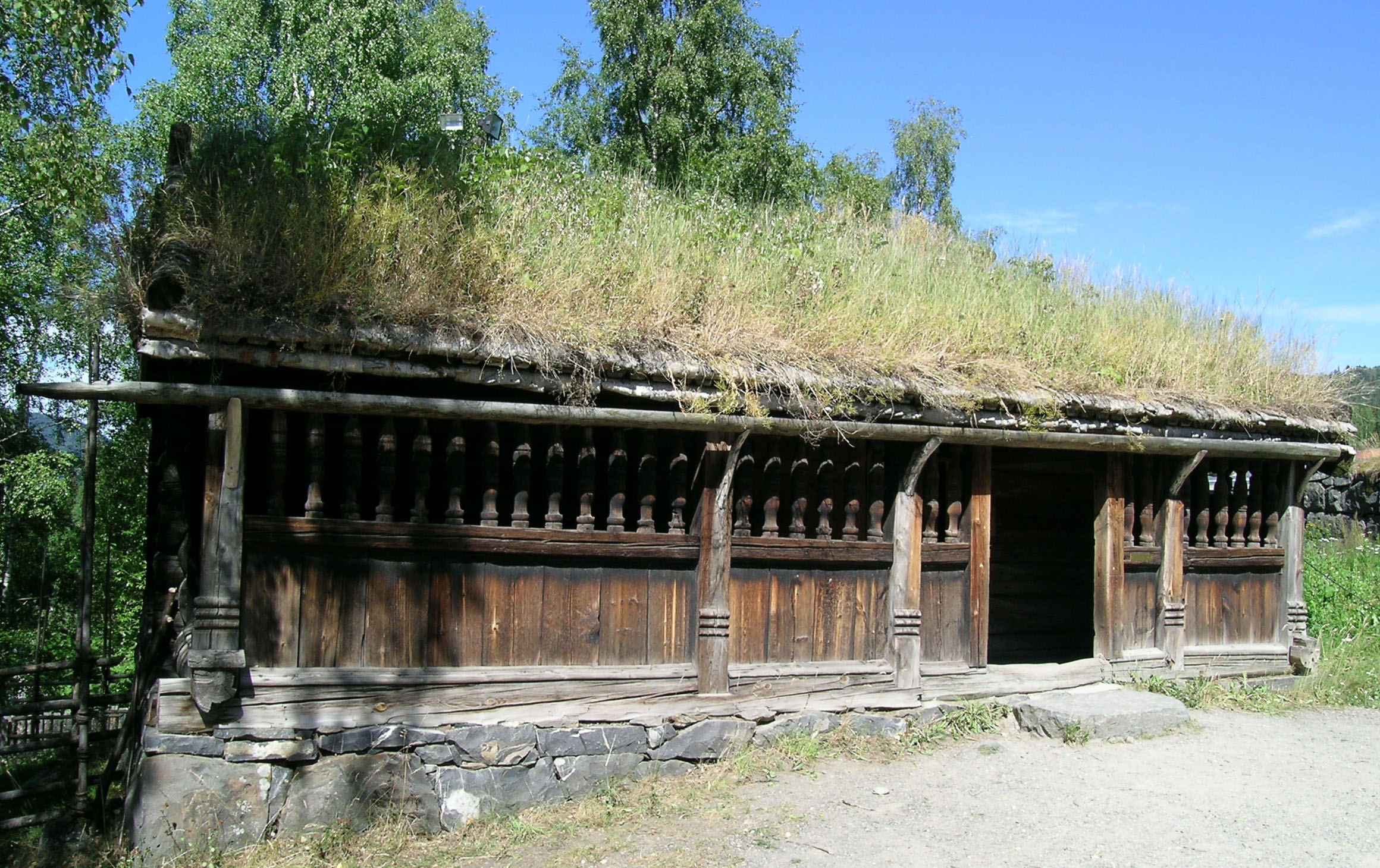
Årestue (cuarto de corazón abierto) de Tolstadskriden, Vågå, Oppland.

Más de 150 casas del municipio han sido declaradas sitios históricos.

## Política
El maire es elegido por el consejo municipal. Desde 1946, todos los maires, con excepción de dos de ellos, han sido representantes del Partido Laborista Noruego. Los únicos dos que no pertenecían a este Partido fueron Ola O. Kleiven y Kari Hølmo Holen (Partido de Centro).

### El caso Øygard
La última elección se realizó en septiembre de 2011, en las cuales Rune Øygard fue reelecto como maire tras haber cumplido esta función desde 1995. Su reelección por parte del consejo municipal fue controversial ya que él se encontraba bajo investigación policial por supuesto abuso sexual infantil. Se conoció a este caso como el caso Øygard o algunas veces también como  el caso Vågå. Se le otorgó a Øygard libertad temporal luego de haber sido acusado. Iselin Jonassen (Partido Laborista) tomó su lugar como maire el 8 de mayo de 2012. Luego de que fuera encontrado culpable y sentenciado a cuatro años de prisión, Rune Øygard renunció a su puesto de maire. Su renuncia fue aprobada por el consejo municipal el 18 de diciembre de 2012 y entró en vigor de inmediato.

## Residentes destacados
- Benjamin Blessum (1877–1954), pintor e ilustrador noruego-estadounidense
- Ivar Kleiven  (1854–1934), historiador local
- Kristian Prestgard (1866–1946),  editor del Decorah-Posten
- Ragnvald Skrede (1904–1983), poeta
- Edvard Storm (1749–1794), poeta

## Ciudades hermanas
Las siguientes son ciudades hermanas con Vågå:
- - Tierps, Provincia de Upsala, Suecia